# Șindrilă

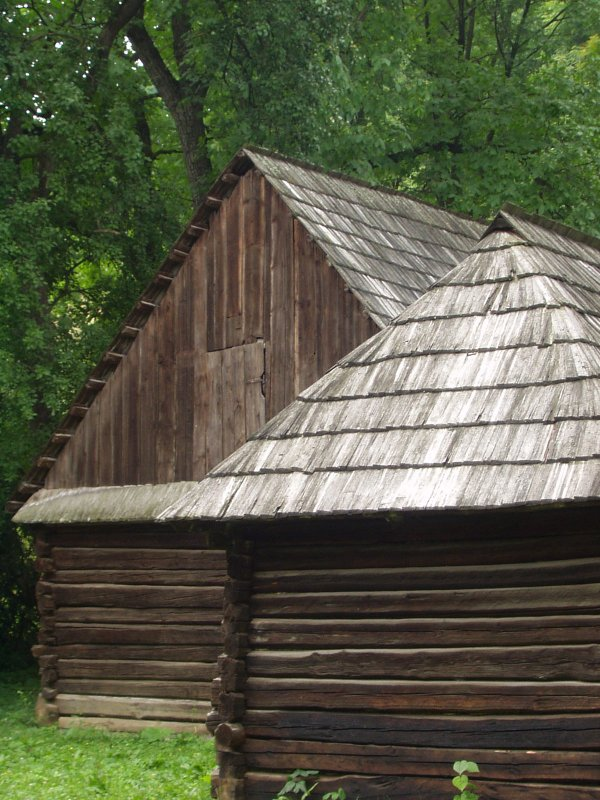
O casă de la munte din România acoperită cu şindrilă

Șindrila, este o placă (sau scândurică) de dimensiuni mici, subțire, îngustată uneori spre unul dintre capete, din lemn moale, de obicei de brad sau de molid, care servește la executarea de învelitori pentru acoperișuri sau la îmbrăcarea pereților exteriori, la casele din regiunile muntoase. Șindrilele se așează orizontal, fiecare rând acoperind rândul următor asemănător țiglelor. 

Meșter șindrilar

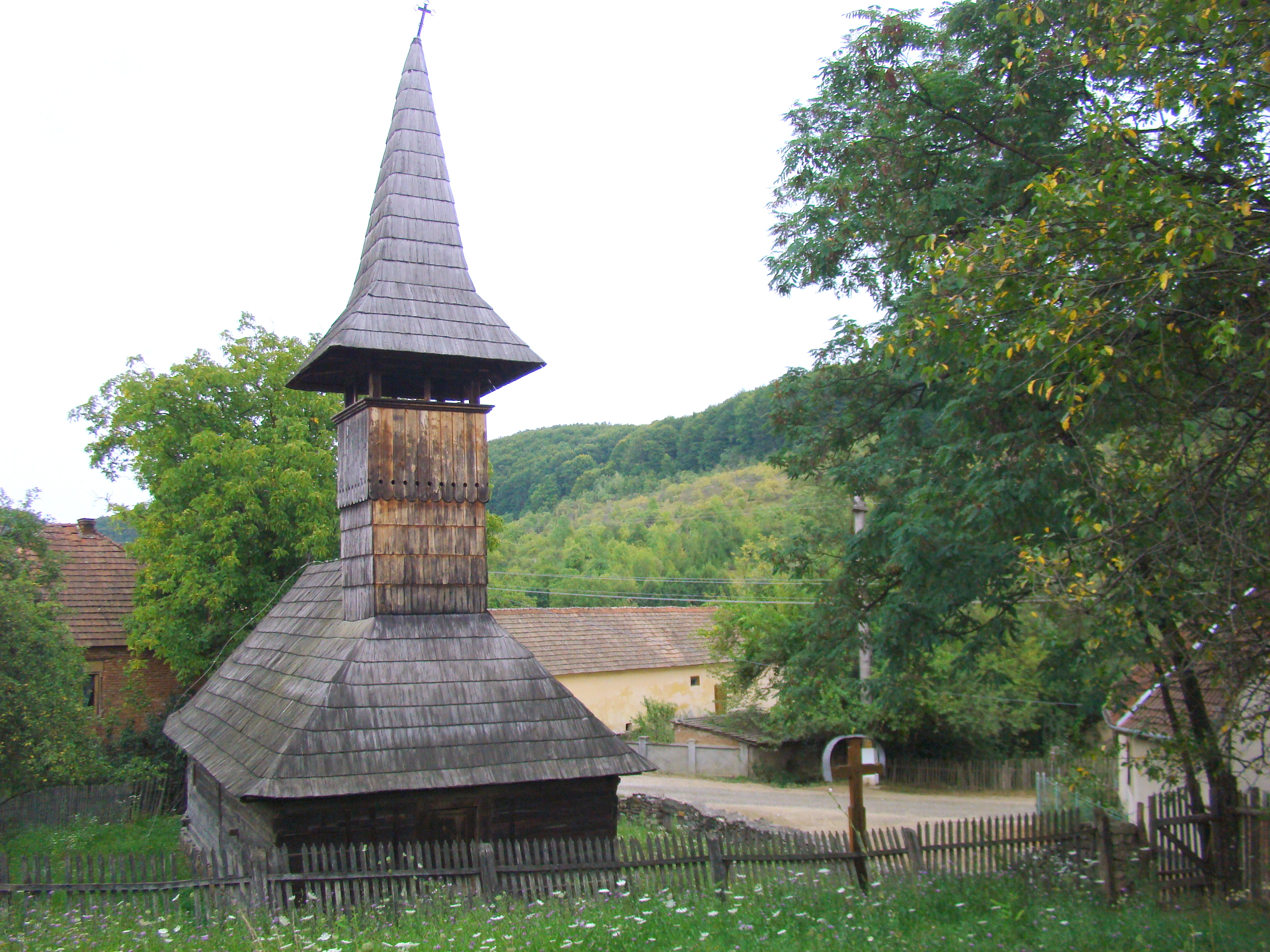
Biserica de lemn din Groșii Noi (Arad) acoperită cu șindrilă

Șindrila este fasonată prin despicarea radială (semiradială) a capetelor unor bușteni. Speciile folosite sunt rășinoase (brad, molid, pin) și foioase (fag, plop, stejar etc.). Lemnul utilizat este sănătos, cu defecte limitate (noduri, pungi cu rășină ș.a.). Șindrila are secțiune trapezoidală, uluc longitudinal de îmbinare, lungimea de 90-130 mm și grosimea de 3-15 mm. Pentru mărirea durabilității se impregnează cu bitum, carbolineum, creozot, gudron etc. 
În România se utiliza preponderent în Bucovina, Maramureșul istoric și în Țara Lăpușului în construcții tradiționale, rurale, la învelitori de ziduri sau acoperișuri. 
Șindrilele de stejar despicate au fost introduse în Noua Anglie (SUA) în secolul al XVII-lea; alte materiale folosite mai târziu au fost pinul, chiparosul și cedrul.    
O scândurică subțire de lemn de brad, mai mare decît o șindrilă, cu care se acoperă, se învelesc casele, mai ales la munte, utilizată cu precădere în Moldova, Bucovina și Maramurș, poartă denumirea de draniță.
O bucată subțire de lemn asemănătoare cu șindrila, dar mai scurtă decât aceasta, folosită pentru căptușirea și acoperirea caselor țărănești, a cabanelor etc. poartă denumirea de șiță.
Șindrila (din germană Schindel) mai este denumită „prăschilă” (în Moldova și Banat) și „prăstilă”( în regiunea Pădurenilor), termenul „prăștilă” derivând „praștilo” (în limba bulgară), care desemnează șița, șindrila.